# Fredrick (prénom)
Pour les articles homonymes, voir Fredrick.
Fredrick est un prénom masculin anglais pouvant désigner :

## Prénom
- Fredrick Obateru Akinruntan (en) (né en 1950), monarque nigérian du royaume Ugbo (en)
- Fredrick Barton (en), nouvelliste et critique américain
- Carl Fredrick Becker (en) (1919-2013), luthier et restaurateur américain
- Fredrick Brennan (en) (né en 1994), programmeur informatique américain
- Fredrick Burgan (en) (1881-?), joueur américain de football américain
- Fredrick d'Anterny (né en 1967), écrivain québécois
- Fredrick Davis (en) (né en 1986), danseur de ballet américain
- Fredrick Federley (né en 1978), homme politique suédois
- Fredrick D. Huebner, écrivain américain de romans policiers
- Jens Fredrick Larson (en) (1891-1981), pilote et architecte américain
- Fredrick Love (en), homme politique américain en Arkansas
- Fredrick McKissack (en) (1939-2013), écrivain africain-américain de livres pour enfants
- Fredrick Mugisha (en) (né en 1963), major-général ougandais
- Fredrick Ogechi Okwara (en) (né en 1989), joueur nigérian de football
- Fredrick Idowu Olugbemi (en), évêque anglican nigérian
- Fredrick Yamoah Opoku (en) (né en 1997), joueur ghanéen de football
- Fredrick Augustus Pickering (en) (1835-1926), premier président de couleur des Îles Vierges britanniques
- Fredrick Pyfer (en), maire américain de Lancaster, Pennsylvanie
- Fredrick de Saram (en) (1912-1983), avocat et joueur de cricket srilankais
- Fredrick D. Schaufeld (en) (né en 1959), entrepreneur et investisseur américain
- Fredrick D. Scott (en), consultant financier et investisseur américain
- Fredrick Percival Segbefia (en) (né en 1931), homme politique ghanéen
- Fredrick Richard Senanayake (en) (1882-1926), indépendantiste ceylanais
- Fredrick George Smith (en) (1872-1956), ingénieur mécanique britannique
- Fredrick J. Stare (en) (1910-2002), nutritionniste américain
- Fredrick Monroe Taylor (en) (1901-1988), juge américain de l'Idaho
- Fredrick Vieche (en) (1832-1888), homme politique américain en Indiana
- Fredrick Willius (en) (1888-1972), chercheur et cardiologue américain

## Référence
1. ↑  (en) « 10th Century Frisian Masculine Names », sur heraldry.sca.org (consulté le 28 décembre 2017)